# Ca l'Agut
|  | Per a altres significats, vegeu «Rasa de Ca l'Agut». |

Ca l'Agut o Ca n'Agut és una masia que està a prop de Sant Jaume de Codonyet, a la parròquia de Sorba, municipi de Montmajor, Berguedà. És un edifici catalogat com a patrimoni immoble que té un ús residencial i és de titularitat privada. Està en bon estat de conservació i no està protegit. Està inventariat per la Generalitat de Catalunya amb el número IPA-3508.
La masia de Ca l'Agut està situada a l'extrem nord de Sorba, molt a prop del municipi de Navès, dins el municipi de Montmajor, al Berguedà, al costat de l'església de Sant Jaume de Codonyet. A prop de la masia de ca l'Agut hi ha dues cistes i una tina que també tenen fitxa pròpia en el mapa de patrimoni cultural de la Diputació de Barcelona (fitxes 08132/41, 08132/42 i 08132/136).

## Arquitectura
Ca n'Agut té la planta basilical coberta a doble vessant i el carener perpendicular a la façana, que està orientada al migdia. La façana té l'eix de simetria descentrat si tenim en compte les seves obertures, finestres i balcons que estan col·locats a partir dels dos finestrals adovellats i d'arc de mig punt rebaixat. La casa té la planta, dos pisos i golfes.
Tres crugies perpendiculars a la façana distribueixen l'interior de la masia i s'hi observen les ampliacions que ha patit l'edifici al llarg de la seva història: l'edifici més antic estaria situat al centre i al costat septentrional, des d'on va créixer primer cap a l'est quan s'hi van construir dues voltes de canó paral·leles entre si mateixes i amb la façana; després va créixer a la banda de ponent, a on s'hi va construir una única volta perpendicular a les dues antigues. Després de tot això s'hi va afegir el cos de la sortida davant la façana i la porta principal amb una volta a cada crugia. Davant de l'edifici principal es tanca el recinte de l'era com si fos un baluard amb altres coberts. A la sala hi ha una llinda que data del 1756 i hi ha una antiga tina de cairons adossada al mur del nord-oest.
Hi ha un sarcòfag de pedra allargat a l'era de batre que hi ha davant la casa que fa 1,5 m i que es podria haver extret del cementiri vell.<diba/>
Ca l'Agut forma un conjunt amb la casa Jordana, que és del mateix propietari que la masia de la que tracta l'article.

## Història
Es creu que tot i que no s'ha trobat documentació medieval que en faci referència, es creu que Ca l'Agut és una de les cases antigues de Sorba. Berthomeu Agut, de Sorba i Codonyer surt esmentat al fogatge de 1553. Mossèn Miquel Miralles esmenta la casa a la consueta de 1757 i el 1766 apareix com una casa major delmera (la casa que produïa més diners en una parròquia i que havia de pagar el delme a la hisenda reial).
A Ca l'Agut s'hi produïa vi, tal com indica una premsa de vi que es conserva a l'interior de la casa, la base de pedra d'una gran premsa (2 m de diàmetre) i dues tines, una vora la casa i l'altre molt propera.

## Cistes de ca l'Agut
En un camp proper a Ca n'Agut hi ha la Cista de ca l'Agut I, que és un jaciment arqueològic i actualment no s'utilitza. Aquesta té el nº 6456 a la Carta Arqueològica de Catalunya. Aquesta cista era un lloc d'inhumació col·lectiu del Neolític que fou excavada el 1915. La seva profunditat era de 0,6 metres per sota el sòl. No s'hi va trobar cap os i només s'hi va trobar alguns fragments de ceràmica en l'aixovar que podrien pertànyer a un vas gran. Aquest jaciment està destruït però està documentat a la Carta Arqueològica i Joan Serra i Vilaró en va fer el dibuix de la planta i la reconstrucció. Aquesta cista ja no existeix en l'actualitat i els propietaris de la finca creuen que es va desmuntar perquè fos més fàcil el conreu i que les lloses de la cista es van incorporar a la tanca que envolta el petit cementiri que hi ha al costat de l'església.
La Cista de ca n'Agut II és un jaciment arqueològic a l'aire llire que hi ha en un camp proper a la masia de ca l'Agut d'estil romà i que podria ser d'entre els segles II aC i V dC. Està inventariada a la Carta Arqueològica de Catalunya amb el núm. 6457. Està situada a l'est de la casa en un camp de cereals al costat sud del camí que uneix l'Hostalet amb ca l'Agut. Està situat al damunt d'un aflorament de roca arenisca en el que fa anys hi va caure un bloc amb un retall de forma antropomorfa que era una sepultura. El propietari afirma que sovint s'hi van recollir pedres i terrissa prehistòrica i s'hi va iniciar una prospecció per a constatar l'existència de fragments de tegula romana. En l'actualitat la cista està formada per diferents ortostats amuntegats.

## Tina de ca l'Agut
La tina de ca l'Agut està situada a 100 m. al sud de la masia. És un element arquitectònic que és patrimoni immoble i que no té ús. És de l'edat moderna i en l'actualitat es troba plena de ferralla i s'utilitza com a dipòsit de brossa. Està en un marge d'un camp al sud de la masia i té una estructura circular i murs de blocs de pedra de mida irregular per fora i lloses de pedra més llises i grans a la banda interior que estan unides amb morter de calç. En l'actualitat s'hi veu una profunditat d'un metre i mig i té uns 2 metres de diàmetres. No té la seva coberta i té una obertura al costat del camí que es va fer per a reutilitzar-la com a dipòsit de diversos materials diferents. La seva tipologia indica que es va construir entre els segles XV i XVI i es considera d'un estil de transició entre les tines medievals i les del segle xvii.